# 張立昌
張 立昌（ちょう りつしょう、1939年7月 - 2008年1月10日）は、中華人民共和国の官僚、政治家。河北省南皮県出身。第12期、13期中国共産党中央委員会候補委員。第14期、15期、16期中国共産党中央委員会委員。第16期中国共産党中央政治局委員。元中国共産党天津市委員会書記、天津市人民政府市長。

## 経歴
1939年7月、河北省南皮県包官郷孫清屯村で生まれる。天津市河西区浦口道小学、天津市第42中学を経て、1960年に天津冶金工業学校を卒業後、同年、天津市無縫鋼管場に入局。以後、車工組長、場団委副書記、副科長、科長、副場長、場革命委員会副主任、党委員会副書記、場長を歴任した。1955年4月、中国共産主義青年団へ入した。1966年2月に中国共産党入党。
1980年9月から1985年10月まで、張立昌は天津市冶金工業局副局長、党委員会副書記、局長を歴任した。1985年10月から1993年6月まで、張立昌は天津市副市長兼市工業工委書記、市党委員会副書記、副市長兼市口岸委員会主任を歴任した。1993年6月、天津市人民政府市長兼同市党委員会副書記に就任。1997年、天津市党委員会書記兼同市人民代表大会常務委員会主任。2002年11月、第16期中国共産党中央政治局委員に選される。
2008年1月10日、天津市で病気のため死去した。68歳没。

## 家族
- 妻：孫桂珍